# Langford (Dakota del Sud)
Langford és una població dels Estats Units a l'estat de Dakota del Sud. Segons el cens del 2000 tenia 290 habitants.

## Demografia
Segons el cens del 2000, Langford tenia 290 habitants, 139 habitatges, i 73 famílies. La densitat de població era de 399,9 habitants per km².
Dels 139 habitatges en un 21,6% hi vivien nens de menys de 18 anys, en un 47,5% hi vivien parelles casades, en un 4,3% dones solteres, i en un 46,8% no eren unitats familiars. En el 44,6% dels habitatges hi vivien persones soles el 25,2% de les quals corresponia a persones de 65 anys o més que vivien soles. El nombre mitjà de persones vivint en cada habitatge era de 2,09 i el nombre mitjà de persones que vivien en cada família era de 2,95.
Per edats la població es repartia de la següent manera: un 23,4% tenia menys de 18 anys, un 2,4% entre 18 i 24, un 25,5% entre 25 i 44, un 23,8% de 45 a 60 i un 24,8% 65 anys o més.
L'edat mediana era de 44 anys. Per cada 100 dones de 18 o més anys hi havia 88,1 homes.
La renda mediana per habitatge era de 28.214 $ i la renda mediana per família de 38.750 $. Els homes tenien una renda mediana de 26.458 $ mentre que les dones 21.667 $. La renda per capita de la població era de 19.062 $. Entorn del 2,7% de les famílies i l'11,3% de la població estaven per davall del llindar de pobresa.

## Poblacions més properes
El següent diagrama mostra les poblacions més properes.